# 永瀬はるか
永瀬 はるか（ながせ はるか、1986年8月15日 - ）は、東京都出身の元タレント、元グラビアアイドル。ミニスカポリス15代目メンバー。2010年に引退。

## 人物
- 2007年12月、芸能人女子フットサルチーム「chakuchaku J.b」に入団。2009年7月5日をもって同チームを退団した。
- 好きな食べ物は、ハンバーグ、カレーライス、トムヤムクン、ファンタ[1]、いちごオレ、ラフランス[2]など
- 嫌い食べ物は、うなぎ、あなご、セロリ、パクチー[2]など
- タイ古式マッサージ店でも働いている。10人中8人は眠らせる自信がある[3]。
- 蒙古斑がある。[4]
- 素麺のことを「チョンチョンのおそば」、テレビのリモコンのことを「バシ」と言う。[4]
- 「お姉ちゃん」と呼ばれたい願望がある。[4]
- 田崎那奈とユニット「E-style」を組んでいた。
- 自分で気がつかないうちに歌ってしまうことがある。[1]
- 子供につけたい名前は、「久虎」（ひさとら）。[5]
- TSUTAYAのカードをよくなくす。[5]
- はるな愛[5]、篠原涼子[6]に似ていると言われる。
- 兄弟は、兄と姉がいる。[7]
- 好きなコスプレは、体育着とサンタ。[7]
- 2009年10月、栗本樺歩とコンビ「はるかほ」を仮結成。その後「天然はるかほリック」に改める。[8]
- グローバルメディアホールディングスに所属していた。
- 2010年、引退。

## エピソード
- 「夜遊びメールバトル」を5時間1人でしゃべれるか不安で、最初の3回ぐらい番組に出るのが苦痛で電車で泣いたことを明かしたが、現在は楽しめている。[9]
- FMヨコハマ「Pandra-X」の共演者の影響で、しゃべりが早くなった。[9]
- 仰向けの状態で撮影したとき、「この角度で綺麗に撮れる人はなかなかいない」と言われるほど、足元からの表情がいいことをほめられた。[10]

## 作品

### シングル
- 1st シングル 「愛はコラボ！！」（音楽配信レーベルasovina、2009年1月28日）

### 配信限定
- 2ndシングル「ヘンかな？」（もってけ♪うたフル、アット・ザ・ラウンジ、2009年6月16日 - ）
- 3rdシングル「ナミダメ」2009年7月14日 -
- 4thシングル「真夏のマーメイド」 2009年7月20日 -
- 5thシングル「ハウ・ツー天国」 2009年8月18日 -

### CD
復活！ミニスカポリス
- Midnight Candy Train
- メリーゴーランド☆シンドローム　2010年4月21日 -テイチクエンタテインメント

### 雑誌
- sabra（2007年11月2日等）
- ヤングジャンプ（2007年11月29日等）
- ヤングアニマル 嵐（2007年12月7日等）
- ヤングアニマル（2007年12月14日等）
- 週刊実話（2008年4月23日）
- TOPTEN（2008年6月13日）
- Bejean（2008年8月）

### 写真集
- Voyage（2008年4月15日、ヴィジュアルハウス、撮影：毛利充裕）
- ヒトリジメ（2010年11月、撮影：山岸伸）

### デジタル写真集
- 永瀬はるかデジタル写真集 「Ｇの奇跡」（アスペクトデジタルメディア）

### イメージDVD
- 1st DVD「NEW KISS」（スパイスビジュアル、2008年5月30日）
- 2nd DVD「春風POP」（エアーコントロール、2008年10月25日）
- 3rd DVD「恋蜜」（イーネット・フロンティア、2009年1月23日）[11]
- 4th DVD「Naked Clips」]（スパイスビジュアル、2009年4月24日）
- 5th DVD 「ennui」（オルスタックピクチャーズ、2009年8月29日）
- 6th DVD「催眠部屋　～被験者 永瀬はるか～」（RMQプロジェクト)、2010年2月10日）
- 7th DVD「Gカップアイドル永瀬はるかさん、 そろそろ一皮むきませんか!?」（透明(SUKEAKI)、2010年4月20日）
- 復活!ミニスカポリス パトロール1 白チーム Patrol 1 White （テイチクエンタテインメント、2010年5月26日）

### TV
- くりぃむナントカ（テレビ朝日、2008年1月14日）
- エンタの味方（TBS、2008年4月3日）
- ナンバー2（TBS、2008年4月4日）
- ザ・ライバル「少年サンデー・少年マガジン物語」（NHK、2009年5月5日）
- ホリさまぁ〜ず（TBS、2009年5月12日）
- 全力坂（テレビ朝日、2009年8月13日、8月19日）
- チアアップ★インディーズチアアップ★インディーズメインMC（スカパー275ch EXエンタテイメント、2009年10月 - ）

### ラジオ
- Pandra-X メインパーソナリティ（FMヨコハマ、2009年7月3日 - ）

- ミュージックデリバリー（レインボータウンFM、2009年5月19日）
- ASIAN美少女FILE～アイドルパーティー～（SOUND PLANET＆USEN440、2007年9月4日、11月13日）
- ネットーキング（FM南青山、2009年9月16日）
- SUNDAY IN THE PARK（FM-FUJI、2009年11月1日）
- 月曜ルーム（レインボータウンFM、2009年11月2日）

### 舞台
- 僕らはここにいる―It's a beautiful day―
- 奇跡の星～May peace last forever～
- ONE―明日へと続く道―
- 星屑列車に２人で

### インターネット放送
- 宇宙一せまい授業!（あっ!とおどろく放送局、）（2007年9月16日）
- 夜遊びメールバトル水曜（あっ!とおどろく放送局、2009年4月1日 - 2010年1月27日）（2009年11月25日を除く）
- ガジェット通信「Music Geek 」（ニコニコ動画（ch222）、2009年4月28日、5月22日、5月26日）
- ガジェット通信「Music Geek 」（ニコニコ動画（ch222）、2009年6月2日 - 2009年9月29日）火曜レギュラー
- みんなの願いを叶えたい! 日曜 （あっ!とおどろく放送局、2009年11月1日）
- あっ!と生忘年会2009（あっ!とおどろく放送局、2009年12月22日）
- 夜遊びメールバトル水曜（あっ!とおどろく放送局、2010年2月10日 - 2010年3月24日）
- アイパイ★ちゃんねる「復活！ミニスカポリス6時間生放送」（ニコニコ動画（ch181）、2010年2月25日）

### オリジナルビデオ
- 「怪奇都市伝説　こっくりさん」（ZENピクチャーズ、2008年7月11日）
- 忍者特捜ジャスティウインドVS悪のアメコミヒロイン軍団 前編（2010年5月28日、ZENピクチャーズ、上倉栄治監督） - マイティーウィンド(夜咲深空) 役
- 忍者特捜ジャスティウインドVS悪のアメコミヒロイン軍団 後編（2010年6月29日、ZENピクチャーズ、上倉栄治監督） - マイティーウィンド(夜咲深空) 役